# 적청의자
적청의자(赤靑椅子; The Red and Blue Chair)는 1917년에 게릿 리트펠트가 디자인한 의자이다.

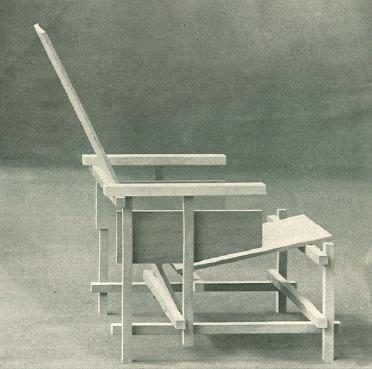
색칠되기 전의 적청의자.

원래 이 의자는 흠 없는 너도밤나무로 만들어졌으며, 1920년대 초반까지는 색칠도 되지 않았다. 신조형주의 운동 일원이자 건축가였던 바르트 반 데 레크가 원래 모델을 보고 나서 밝은 색깔을 더해볼 것을 제안하였다. 이후 새로 만든 모델은 보다 얇은 목재로 제작한 뒤 전채를 새까맣게 도색하고 일부 영역에 더 스테일 운동에 기인한 원색의 칠을 했다. 이 배색으로 인하여, 이 의자가 원래 전시되어 있던 슈뢰더 주택의 검은 벽과 바닥 때문에 의자가 거의 사라져 보이는 효과가 발생하였다. 원색을 칠한 영역만 둥둥 떠 다니는 것처럼 보여, 마치 투명한 구조물처럼 된 것이다.
뉴욕 현대 미술관에 영구 소장품으로 이 의자를 기증한 필립 존슨은 의자의 적, 청, 황색이 1923년을 전후하여 칠해진 것이라고 진술했다. 그 외에도 애틀랜타 주 하이 미술관에 전시되기도 했으며, 델프트 공과대학교 건축학부에 대여되어 전시되었음이 보고된 바 있다. 2008년 5월 13일, 델프트 공대 건축학부에 불이 나서 건물 전체가 전소했으나 적청의자는 소방관들에 의해 무사히 회수되었다.
2012년 현재 적청의자는 미네소타주 미네아폴리스의 미네아폴리스 미술 연구소에 있다.

## 같이 보기
- 지그재그 의자